# Asiosilis sakaiorum
Asiosilis sakaiorum is een keversoort uit de familie soldaatjes (Cantharidae). De wetenschappelijke naam van de soort werd in 1985 gepubliceerd door Wittmer.